# کاران سینگ گروور
کاران سینگ گروور (به انگلیسی: Karan Singh Grover) در ۲۳ فوریه سال ۱۹۸۲ در شهر دهلی نو در هندوستان زاده شد. کاران سینگ گروور به دلیل بازی کردن در سریال قبول میکنم محبوبیتی خیلی زیاد در بین ایرانیان پیدا کرد

## فیلم شناسی
فیلم‌
| سال انتشار | نام فیلم      | نقش                  |
| ---------- | ------------- | -------------------- |
| ۲۰۰۸       | گیجی          | کارلسون              |
| ۲۰۱۲       | ۲۴ ساله هستم  | آمان                 |
| ۲۰۱۵       | تنها          | کبیر                 |
| ۲۰۱۵       | داستان نفرت ۳ | سوراو سینگانیا/کاران |
| ۲۰۱۶       | ۳ برنامه‌نویس  | ویشنو                |

سریال‌
| سال انتشار | نام سریال                           | نقش                      |
| ---------- | ----------------------------------- | ------------------------ |
| ۲۰۰۴–۲۰۰۵  | کیتنی مست هه زیندگی                 | آرناو دئول               |
| ۲۰۰۵       | شاهزاده دالی و کیسهٔ سحر و جادوی خود | آمان                     |
| ۲۰۰۵–۲۰۰۶  | آزمون زندگی                         | شاراد گوپتا              |
| ۲۰۰۶–۲۰۰۷  | سول‌ها سینگار                        | آبیمانیو                 |
| ۲۰۰۷       | خانواده                             | آدیراج شرگل              |
| ۲۰۰۷–۲۰۱۰  | دیل میل گایه                        | آرمان مالک               |
| ۲۰۰۸       | زارا ناچکه دیکا                     | میزبان                   |
| ۲۰۰۹       | جالاک دیکلا جا (فصل۳)               | مسابقه دهنده/دومین دونده |
| ۲۰۰۹       | آیدیا راکز ایندیا                   | میزبان                   |
| ۲۰۱۰       | عامل ترس: تهدید بازیکنان            | مسابقه دهنده             |
| ۲۰۱۱       | زوج عالی                            | میزبان                   |
| ۲۰۱۲       | دری مری لاو استوریز                 | راگو                     |
| ۲۰۱۲       | رقص دوستی دل                        | پورفسور کاران مالک       |
| ۲۰۱۲–۲۰۱۳  | قبول می‌کنم                          | اسد احمد خان             |
| ۲۰۱۴       | استار مستی هولی گولال کی            | میزبان                   |
| ۲۰۱۵       | مرسی مامان                          | شرکت کننده               |
| ۲۰۱۵       | سلفی                                | میزبان                   |

مجموعه اینترنتی
| سال  | نام          | نقش           | مرجع. |
| ---- | ------------ | ------------- | ----- |
| ۲۰۲۰ | خطرناک       | آدیتیا دانراج | [ ۲ ] |
| ۲۰۲۱ | قبول می‌کنم ۲ | اسد احمد خان  | [ ۳ ] |